# Messor medioruber
Messor medioruber är en myrart som beskrevs av Santschi 1910. Messor medioruber ingår i släktet Messor och familjen myror.

## Underarter
Arten delas in i följande underarter:
- M. m. maurus
- M. m. medioruber
- M. m. montanus
- M. m. postquadratus
- M. m. sublaeviceps